# Cratobracon carinatus
Cratobracon carinatus är en stekelart som först beskrevs av Cameron 1910.  Cratobracon carinatus ingår i släktet Cratobracon och familjen bracksteklar. Inga underarter finns listade i Catalogue of Life.